# ANNO (museum)
ANNO Stadsmuseum Zwolle is een museum in het Drostenhuis in de stad Zwolle. Het museum ANNO is een initiatief van Collectie Overijssel, de afdeling Erfgoed van de gemeente Zwolle en Stichting Allemaal Zwolle. Het werd in 2022 geopend op de plaats van het vroegere Stedelijk Museum Zwolle.  In het museum worden verschillende Zwolse verhalen uit de doeken gedaan: Joan Derk van der Capellen tot den Pol (strijder voor democratie), Thomas a Kempis (grondlegger van de Moderne Devotie),... Er is ook een ErfgoedHotspot met erfgoed-lab. Het nieuwbouwgedeelte van museum ANNO is vrij toegankelijk; het Drostenhuis heeft betaalde toegang.